# Черна-Могила (Хасковская область)
Черна-Могила (болг. Черна могила) — село в Болгарии. Находится в Хасковской области, входит в общину Харманли. Население составляет 100 человек.

## Политическая ситуация
Черна-Могила подчиняется непосредственно общине и не имеет своего кмета.
Кмет (мэр) общины Харманли — Михаил Христов Лисков (коалиция трёх партий: Болгарская социалистическая партия, Болгарская социал-демократия, политический клуб «Фракия») по результатам выборов в правление общины.